# 伯謝什蒂鄉

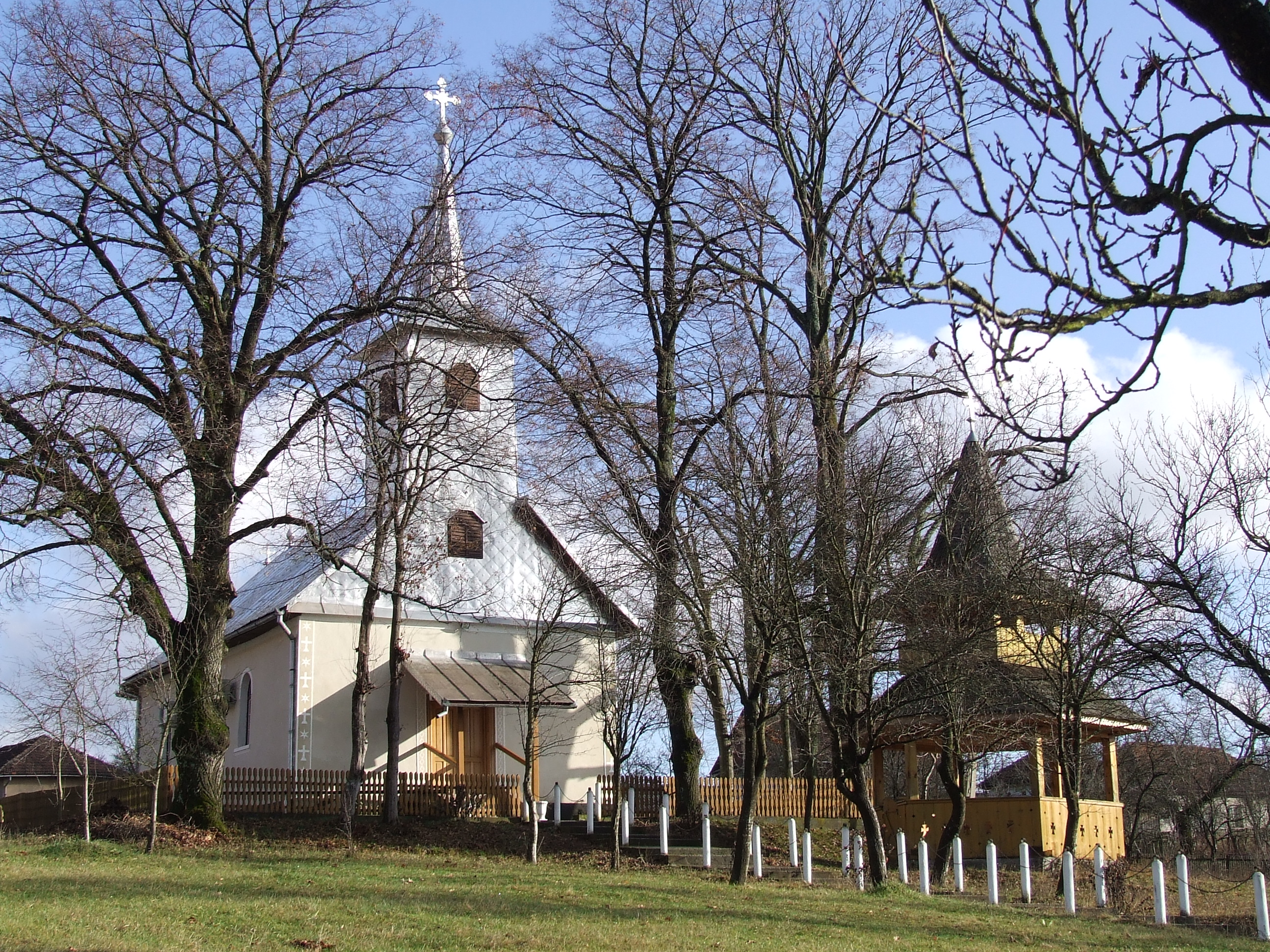

47°17′N 23°54′E / 47.29°N 23.9°E
伯謝什蒂鄉（羅馬尼亞語：Comuna Băsești, Maramureș），是羅馬尼亞的鄉份，位於該國西北部，由馬拉穆列什縣負責管轄，處於布加勒斯特西北面400公里，每年平均降雨量926毫米，海拔高度218米，2007年人口1,559。